# Seconda coniugazione latina
La seconda coniugazione verbale della Lingua latina presenta come vocale caratteristica la -ē-.
Un verbo della seconda coniugazione che potrebbe essere preso ad esempio è mŏnĕo, mŏnes, monui, monitum, mŏnēre (esortare).

## Formazione del perfetto
1. Il tipo più comune è il perfetto in -ui (ossia un perfetto in -vi dove la vocale tematica scompare e la V si vocalizza), ritrovabile in verbi come monere, movere, i cui perfetti sono rispettivamente monui, movi (infatti la V rappresenta in realtà la U semivocale, vedi l'articolo dedicato);
2. Sono invece rari gli altri tipi di perfetto, come quello sigmatico (con suffisso -si, per esempio mansi, da maneo), e sono pochi quelli apofonici o senza caratterizzazione, normalmente occupati dalla terza coniugazione.

## Attivo

### Tempi derivati dal tema del presente
| Indicativo presente | Singolare | Plur      |
| ------------------- | --------- | --------- |
| 1ª persona          | mon-e-o   | mon-e-mus |
| 2ª persona          | mon-e-s   | mon-e-tis |
| 3ª persona          | mon-e-t   | mon-e-nt  |

| Indicativo imperfetto | Singolare | Plurale    |
| --------------------- | --------- | ---------- |
| 1ª persona            | mon-ebam  | mon-ebamus |
| 2ª persona            | mon-ebas  | mon-ebatis |
| 3ª persona            | mon-ebat  | mon-ebant  |

| Indicativo futuro semplice | Singolare | Plurale    |
| -------------------------- | --------- | ---------- |
| 1ª persona                 | mon-ebo   | mon-ebimus |
| 2ª persona                 | mon-ebis  | mon-ebitis |
| 3ª persona                 | mon-ebit  | mon-ebunt  |

| Congiuntivo presente | Singolare | Plurale   |
| -------------------- | --------- | --------- |
| 1ª persona           | mon-eam   | mon-eamus |
| 2ª persona           | mon-eas   | mon-eatis |
| 3ª persona           | mon-eat   | mon-eant  |

| Congiuntivo imperfetto | Singolare | Plurale    |
| ---------------------- | --------- | ---------- |
| 1ª persona             | mon-erem  | mon-eremus |
| 2ª persona             | mon-eres  | mon-eretis |
| 3ª persona             | mon-eret  | mon-erent  |

| Imperativo presente | Singolare | Plurale |
| ------------------- | --------- | ------- |
| 2ª persona          | mon-e     | mon-ete |

| Imperativo futuro | Singolare | Plurale   |
| ----------------- | --------- | --------- |
| 2ª persona        | mon-eto   | mon-etote |
| 3ª persona        | mon-eto   | mon-ento  |

| Infinito presente | mon-ere |

| Participio presente | mon-ens, mon-entis |

| Gerundio   |                |
| ---------- | -------------- |
| Genitivo   | mon-endi       |
| Dativo     | mon-endo       |
| Accusativo | (ad) mon-endum |
| Ablativo   | mon-endo       |

### Tempi derivati dal tema del perfetto
| Indicativo perfetto | Singolare | Plurale           |
| ------------------- | --------- | ----------------- |
| 1ª persona          | monu-i    | monu-imus         |
| 2ª persona          | monu-isti | monu-istis        |
| 3ª persona          | monu-it   | monu-erunt (-ēre) |

| Indicativo piuccheperfetto | Singolare | Plurale     |
| -------------------------- | --------- | ----------- |
| 1ª persona                 | monu-eram | monu-eramus |
| 2ª persona                 | monu-eras | monu-eratis |
| 3ª persona                 | monu-erat | monu-erant  |

| Indicativo futuro anteriore | Singolare | Plurale     |
| --------------------------- | --------- | ----------- |
| 1ª persona                  | monu-ero  | monu-erimus |
| 2ª persona                  | monu-eris | monu-eritis |
| 3ª persona                  | monu-erit | monu-erint  |

| Congiuntivo perfetto | Singolare | Plurale     |
| -------------------- | --------- | ----------- |
| 1ª persona           | monu-erim | monu-erimus |
| 2ª persona           | monu-eris | monu-eritis |
| 3ª persona           | monu-erit | monu-erint  |

| Congiuntivo piuccheperfetto | Singolare  | Plurale      |
| --------------------------- | ---------- | ------------ |
| 1ª persona                  | monu-issem | monu-issemus |
| 2ª persona                  | monu-isses | monu-issetis |
| 3ª persona                  | monu-isset | monu-issent  |

| Infinito perfetto | monu-isse |

### Tempi derivati dal tema del supino
| Infinito futuro | monit-urum esse (declinabile) |

| Participio futuro | monit-urus-a-um |

| Supino | monit-um |

## Passivo

### Tempi derivati dal tema del presente
| Indicativo presente | Singolare    | Plurale    |
| ------------------- | ------------ | ---------- |
| 1ª persona          | mon-e-or     | mon-e-mur  |
| 2ª persona          | mon-e-ris/re | mon-e-mini |
| 3ª persona          | mon-e-tur    | mon-e-ntur |

| Indicativo imperfetto | Singolare       | Plurale       |
| --------------------- | --------------- | ------------- |
| 1ª persona            | mon-e-ba-r      | mon-e-ba-mur  |
| 2ª persona            | mon-e-ba-ris/re | mon-e-ba-mini |
| 3ª persona            | mon-e-ba-tur    | mon-e-ba-ntur |

| Indicativo futuro semplice | Singolare    | Plurale       |
| -------------------------- | ------------ | ------------- |
| 1ª persona                 | mon-e-b-or   | mon-e-bi-mur  |
| 2ª persona                 | mon-e-b-eris | mon-e-bi-mini |
| 3ª persona                 | mon-e-bi-tur | mon-e-bu-ntur |

| Congiuntivo presente | Singolare      | Plurale      |
| -------------------- | -------------- | ------------ |
| 1ª persona           | mon-e-a-r      | mon-e-a-mur  |
| 2ª persona           | mon-e-a-ris/re | mon-e-a-mini |
| 3ª persona           | mon-e-a-tur    | mon-e-a-ntur |

| Congiuntivo imperfetto | Singolare      | Plurale      |
| ---------------------- | -------------- | ------------ |
| 1ª persona             | mon-ere-r      | mon-ere-mur  |
| 2ª persona             | mon-ere-ris/re | mon-ere-mini |
| 3ª persona             | mon-ere-tur    | mon-ere-ntur |

| Imperativo presente | Singolare | Plurale    |
| ------------------- | --------- | ---------- |
| 2ª persona          | mon-e-re  | mon-e-mini |

| Imperativo futuro | Singolare | Plurale    |
| ----------------- | --------- | ---------- |
| 2ª persona        | mon-e-tor | mon-e-mino |
| 3ª persona        | mon-e-tor | mon-e-ntor |

| Infinito presente | mon-ēri |

| Participio perfetto | monit-us (declinabile) |

| Gerundivo | mon-e-nd-us (declinabile) |

### Tempi derivati dal tema del supino
| Indicativo perfetto | Singolare    | Plurale       |
| ------------------- | ------------ | ------------- |
| 1ª persona          | monit-us sum | monit-i sumus |
| 2ª persona          | monit-us es  | monit-i estis |
| 3ª persona          | monit-us est | monit-i sunt  |

| Indicativo piuccheperfetto | Singolare     | Plurale        |
| -------------------------- | ------------- | -------------- |
| 1ª persona                 | monit-us eram | monit-i eramus |
| 2ª persona                 | monit-us eras | monit-i eratis |
| 3ª persona                 | monit-us erat | monit-i erant  |

| Indicativo futuro anteriore | Singolare     | Plurale        |
| --------------------------- | ------------- | -------------- |
| 1ª persona                  | monit-us ero  | monit-i erimus |
| 2ª persona                  | monit-us eris | monit-i eritis |
| 3ª persona                  | monit-us erit | monit-i erunt  |

| Congiuntivo perfetto | Singolare    | Plurale       |
| -------------------- | ------------ | ------------- |
| 1ª persona           | monit-us sim | monit-i simus |
| 2ª persona           | monit-us sis | monit-i sitis |
| 3ª persona           | monit-us sit | monit-i sint  |

| Congiuntivo piuccheperfetto | Singolare      | Plurale         |
| --------------------------- | -------------- | --------------- |
| 1ª persona                  | monit-us essem | monit-i essemus |
| 2ª persona                  | monit-us esses | monit-i essetis |
| 3ª persona                  | monit-us esset | monit-i essent  |

| Infinito perfetto | monit-um esse |

| Infinito futuro | monit-um iri |

| Supino | monit-u |